# Украинцев, Роман Вячеславович
Роман Вячеславович Украинцев (родился 13 апреля 1977 года в Сергиевом Посаде) – российский пауэрлифтер, тяжеловес. Неоднократный чемпион России, обладатель российских, европейских и мировых рекордов. Победитель и призёр ряда турниров Международной федерации пауэрлифтинга. Мастер спорта России международного класса.

## Биография
Родился 13 апреля 1977 года в Сергиевом Посаде (Московская область). Окончил педагогический факультет МГОУ.
В 13 лет начал заниматься тяжелой атлетикой в спортбазе «Юность» (Сергиев Посад). В 17 лет продолжил тренировки в Спортивном комплексе «Луч» (Сергиев Посад) под руководством Михаила Бобкова (мастер спорта СССР по тяжелой атлетике), который вместе с Евгением Дмитриевым создал первую секцию пауэрлифтинга в Сергиевом Посаде.
С 18 лет начал тренироваться у Анатолия Степановича Душко, под руководством которого одержал большинство своих побед. Одержал 37 побед на турнирах высшего класса. Многократный рекордсмен России, Европы и мира.
14 сентября 1997 года на чемпионате мира среди юниоров в Братиславе он поднял тонну (400 + 240 + 360 кг) в наколенных бинтах без экипировки. Он стал первым и самым молодым российским спортсменом, установившим это достижение (собственный вес 147 кг).
Женат, двое детей. В настоящее время работает тренером.

## Достижения
- Чемпион мира по пауэрлифтингу среди юниоров:
  - 1996 — категория свыше 125 кг[1]
  - 1997 — категория свыше 125 кг[2]
  - 1999 — категория свыше 125 кг[3]
- Чемпион Европы среди юниоров:
  - 1996 — категория свыше 125 кг[4]
  - 1997 — категория свыше 125 кг[5]
  - 1999 — категория свыше 125 кг[6]
- Обладатель мирового рекорда среди юниоров (1000 кг) — 14 сентября 1997, чемпионат мира среди юниоров, Братислава.
- Бронзовый призер чемпионата мира по пауэрлифтингу:
  - 1996 — категория свыше 125 кг[7]
  - 1997 — категория свыше 125 кг[8]
- Обладатель кубка Европы среди юниоров в жиме лежа
- Лучшие результаты:
  - приседание – 402,5 кг
  - жим лежа – 270 кг
  - становая тяга – 380 кг